# علیرضا لطیفی
علیرضا لطیفی (زاده ۱۶ سپتامبر ۱۹۸۴) بازیکن سابق و مربی فوتبال اهل ایران است.